# Drumkeeran
Drumkeeran (iriska: Droim Caorthainn) är en ort i republiken Irland.   Den ligger i grevskapet County Leitrim och provinsen Connacht, i den norra delen av landet, 150 km nordväst om huvudstaden Dublin. Drumkeeran ligger 120 meter över havet och antalet invånare är 252.
Terrängen runt Drumkeeran är kuperad västerut, men österut är den platt.Runt Drumkeeran är det glesbefolkat, med 8 invånare per kvadratkilometer. Närmaste större samhälle är Drumshanbo, 15,0 km sydost om Drumkeeran. I omgivningarna runt Drumkeeran växer i huvudsak blandskog.